# 泰北粗叶木
泰北粗叶木（学名：Lasianthus schmidtii）为茜草科粗叶木属下的一个种。

## 扩展阅读
- 維基物種上的相關：泰北粗叶木